# Nemoscolus tubicola
Nemoscolus tubicola là một loài nhện trong họ Araneidae.
Loài này thuộc chi Nemoscolus. Nemoscolus tubicola được Eugène Simon miêu tả năm 1887.